# Aneugmenus fuerstenbergensis
Aneugmenus fuerstenbergensis är en stekelart som först beskrevs av Friedrich Wilhelm Konow 1885.  Aneugmenus fuerstenbergensis ingår i släktet Aneugmenus, och familjen bladsteklar. Arten är reproducerande i Sverige.